# Cyrtomomyia indica
Cyrtomomyia indica är en tvåvingeart som först beskrevs av Cherian 1975.  Cyrtomomyia indica ingår i släktet Cyrtomomyia och familjen fritflugor. Inga underarter finns listade i Catalogue of Life.